# غريغ غاردينر
غريغ غاردينر (بالإنجليزية: Greg Gardiner)‏ هو مصور سينمائي أمريكي، ولد في القرن العشرين.

## وصلات خارجية
- غريغ غاردينر على موقع IMDb (الإنجليزية)
- غريغ غاردينر على موقع ألو سيني (الفرنسية)
- غريغ غاردينر على موقع أول موفي (الإنجليزية)
- غريغ غاردينر على موقع قاعدة بيانات الأفلام السويدية (السويدية)
- غريغ غاردينر على موقع قاعدة بيانات الفيلم (الإنجليزية)
- غريغ غاردينر على موقع كينوبويسك (الروسية)